# Kertosono (Panggul)
Kertosono is een bestuurslaag in het regentschap Trenggalek van de provincie Oost-Java, Indonesië. Kertosono telt 4748 inwoners (volkstelling 2010).